# Regionalwahl in den Marken 1970
Die Regionalwahl in den Marken 1970 fand am 7. und 8. Juni statt.

## Wahlergebnis
| Listen            | Listen                                           | Stimmen | %    | Mandate |
| ----------------- | ------------------------------------------------ | ------- | ---- | ------- |
|                   | Democrazia Cristiana                             | 333.383 | 38,6 | 17      |
|                   | Partito Comunista Italiano                       | 274.915 | 31,8 | 14      |
|                   | Partito Socialista Italiano                      | 72.886  | 8,4  | 3       |
|                   | Partito Socialista Unitario                      | 54.342  | 6,3  | 2       |
|                   | Partito Repubblicano Italiano                    | 36.078  | 4,2  | 1       |
|                   | Movimento Sociale Italiano                       | 34.549  | 4,0  | 1       |
|                   | Partito Socialista Italiano di Unità Proletaria  | 33.654  | 3,9  | 1       |
|                   | Partito Liberale Italiano                        | 23.591  | 2,7  | 1       |
|                   | Partito Democratico Italiano di Unità Monarchica | 1.172   | 0,1  | –       |
| Gesamt            | Gesamt                                           | 864.570 | 100  | 40      |
|                   |                                                  |         |      |         |
| Ungültige Stimmen | Ungültige Stimmen                                | 41.626  | 4,6  |         |
| Wähler            | Wähler                                           | 906.196 | 94,1 |         |
| Wahlberechtigte   | Wahlberechtigte                                  | 963.382 |      |         |